# Beriev Be-200
Il Beriev Be-200 Altair è un aereo anfibio multiruolo progettato dalla Beriev Aircraft Company e assemblato dalla Irkut. Commercializzato per varie destinazioni d'uso, quali la lotta aerea antincendio, il SAR, il pattugliamento marittimo e il trasporto di cose e persone, esso possiede una capacità di 12.000 litri d'acqua oppure fino a 72 passeggeri.
Il nome Altair è stato scelto nel febbraio 2003 alla fine di un concorso per i dipendenti delle due aziende indetto l'anno precedente. Tale nome è stato scelto non solo perché è quello della stella alfa della costellazione dell'Aquila, ma anche per un'altra ragione: "Al" è la parte iniziale della parola "Albatross", ovvero il nome dell'anfibio A-40, la cui struttura ha gettato le basi per lo sviluppo del Be-200; "ta" sta per Taganrog, la città dove ha sede la Beriev; "ir", infine, sta per Irkutsk, la località che ospita la Irkut.

## Sviluppo
Il Be-200 è stato progettato dalla Beriev e dall'allora Russian Irkutsk Aircraft Production Association, ora parte del gruppo Irkut.
Nello specifico, Beriev è stata la responsabile della progettazione, dello sviluppo e della documentazione; delle prove di resistenza statiche e in volo dei prototipi e dei sistemi di bordo; della certificazione e dell'assistenza ai modelli di serie. Irkut, invece, era impegnata nella preparazione della produzione e nella costruzione delle attrezzature, di quattro prototipi e di parti staccate.
Oggi entrambe le compagnie lavorano sotto la supervisione della United Aircraft Corporation, di proprietà statale.
Lo sviluppo, iniziato nel 1989 sotto la guida di Alexander Yavkin, di quello che in origine era solo un aereo antincendio fu avallato dall'allora governo sovietico l'8 dicembre 1990. I dettagli del progetto furono resi pubblici, insieme all'esposizione di un esemplare, al Salone di Le Bourget del 1991.
Beriev realizzò inoltre l'originale attrezzatura antincendio che permette al velivolo d'imbarcare l'acqua mentre sfiora la superficie al 90-95% della velocità di decollo. Tale attrezzatura fu sviluppata utilizzando un Be-12P opportunamente modificato e soprannominato "12 Giallo". Dopo l'installazione del sistema il "12 Giallo" fu immatricolato come RA-00046 e ricevette la designazione di Be-12P-200.
Il primo volo dalla terraferma era previsto per il 1997, ma fu invece effettuato dal primo dei quattro prototipi il 24 settembre 1998. L'aereo fu poi trasferito da Irkutsk a Taganrog, dopo aver maturato 26,5 ore di volo, e in quest'ultima località ebbe luogo il primo decollo dall'acqua e successivo ammaraggio, datato 10 settembre 1999. Il secondo prototipo del Be-200 volò il 27 agosto 2002. Questo apparecchio era stato costruito sotto la variante Be-200ES a causa del suo committente (ES è l'abbreviazione di "Emergency Situations", il nome in lingua inglese del Ministero per le Situazioni di Emergenza russo).
Nel 2001, come previsto da una campagna promozionale, il Be-200 fu esposto a due grandi manifestazioni nell'area del Pacifico: il Salone Internazionale Marittimo ed Aerospaziale LIMA in Malaysia, e il Salone Coreano Aerospaziale e della Difesa (Nome originale Korean Aerospace and Defence Exhibition, abbreviato in KADE) in Corea del Sud.
Anche nel 2002 il Be-200 partecipò a saloni aeronautici internazionali, mostrando con successo le sue doti salienti, in Francia, Germania e Grecia, per un totale di quindici voli dimostrativi da terra e di otto dall'acqua. In quell'anno il Be-200 percorse complessivamente in Europa più di 7.600 km.
Nel maggio 2002 Irkut e EADS firmarono un memorandum d'intesa per avviare congiuntamente un'indagine di mercato e per determinare le condizioni e i costi per la certificazione internazionale, nonché le modalità per organizzare un servizio di assistenza post-vendita sul scala mondiale. L'indagine si è conclusa nel luglio 2003, riscontrando la possibilità di vendere più 320 aerei nell'arco di vent'anni. Le due compagnie, in collaborazione con Rolls-Royce Deutschland, prevedono di ottenere la certificazione per l'Occidente entro il biennio 2008/2009 e di offrire a quest'ultimo mercato un modello equipaggiato con due turboventole Rolls-Royce BR715. A questa versione dovrebbe essere data la denominazione di Be-200RR. Il prototipo originario (matr. RF-21511) è stato selezionato per essere convertito nel primo del Be-200RR.
Il primo apparecchio di serie, un Be-200ES, volò il 17 giugno 2003 e fu consegnato ufficialmente al Ministero per le Situazioni di Emergenza russo il 31 luglio dello stesso anno. Dei sette velivoli ordinati, attualmente ne sono stati consegnati cinque. Il quinto di questi è usato anche per l'iter di certificazione europeo. Sempre il Ministero ha messo in opzione l'acquisto ulteriori otto Be-200ES.
Nel 2010 la produzione dovrebbe spostarsi dall'attuale sede al Centro di competenza per gli aerei anfibi e gli idrovolanti di Taganrog. Una linea di montaggio è in fase di allestimento usando i materiali e le attrezzature fornite dallo stabilimento principale della Irkut. Ciò consentirà a quest'ultima di concentrare su di sé molti altri progetti commerciali. La produzione rimarrà sempre sotto la supervisione della United Aircraft Corporation.
Il 10 settembre 2010 EASA ha certificato il Beriev Be-200 per i voli commerciali nei paesi dell'Unione Europea. Il certificato del tipo permette alle compagnie aeree operare gli aerei Beriev Be-200 nella loro attività nei paesi dell'UE.

## Il progetto

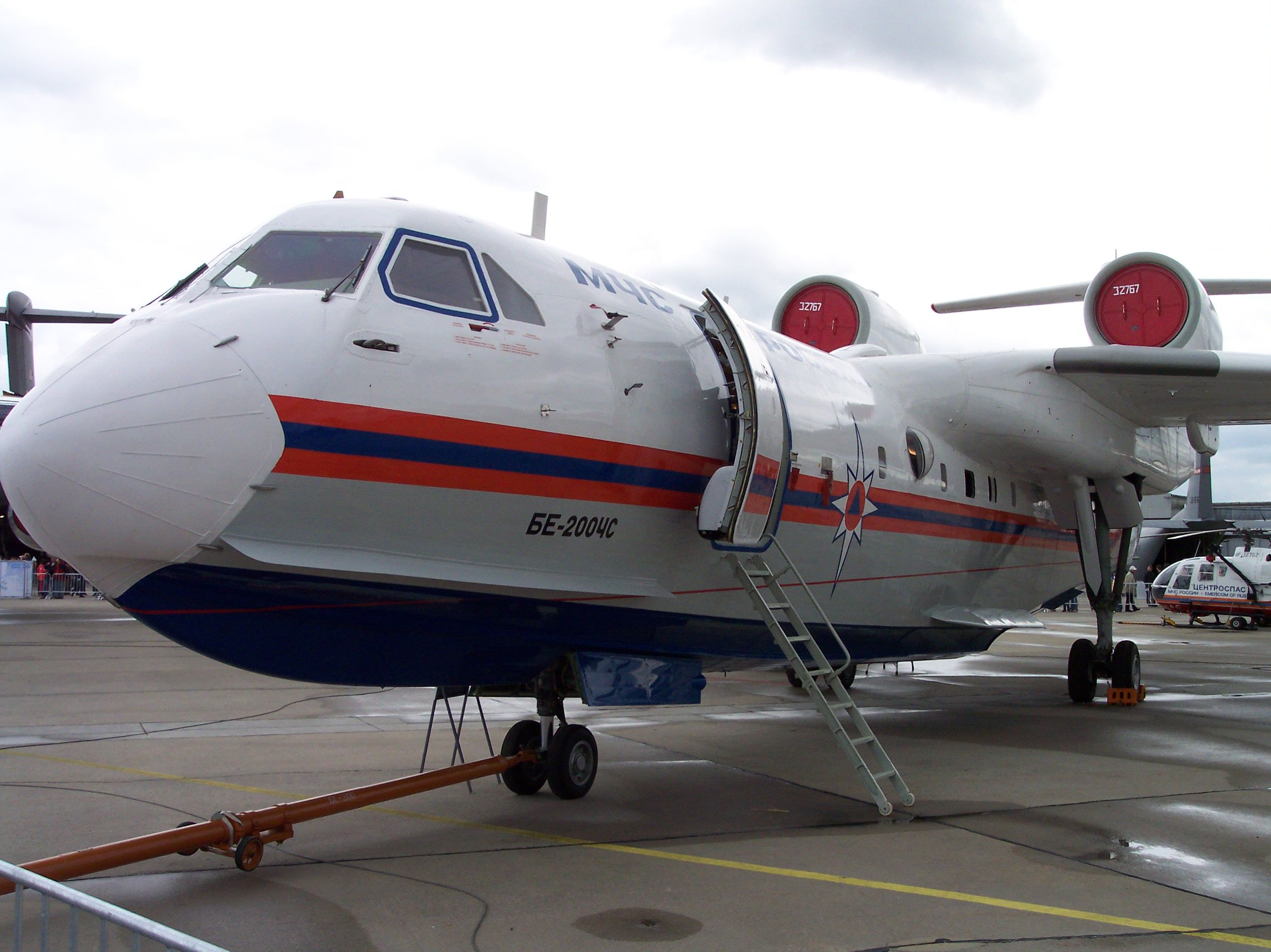
I motori del Be-200 sono collocati il più in alto e il più arretrato possibile per tenerli lontani dagli spruzzi.

Il multiruolo Be-200 può essere configurato come aereo anfibio antincendio e per il trasporto di merci o persone (in quest'ultimo caso la pressurizzazione della cabina e la climatizzazione permettono una capienza massima di 72 passeggeri). Il Be-200 può essere allestito anche per compiti speciali: se attrezzato come aeroambulanza può caricare trenta pazienti barellati e sette tra medici e pazienti non barellati; in modalità SAR può essere dotato di sensori e proiettori di ricerca, un canotto gonfiabile, sistemi di sorveglianza termica e ottica ed equipaggiamento sanitario; infine, può essere impiegato per la guerra ai sommergibili.
In modalità antincendio, il Be-200 reprime il fuoco gettando acqua e/o agenti chimici ritardanti. Otto serbatoi in lega di ferro e alluminio sono collocati sotto il pavimento della cabina, nella sezione centrale della fusoliera. Quattro aspiratori retrattili, due anteriori e due posti dopo lo scalino della fusoliera, possono essere usati per imbarcare 12 tonnellate d'acqua in 14 secondi. In alternativa, i serbatoi possono essere riempiti, quando l'aereo è a terra, tramite un idrante o una cisterna. Inoltre, essi sono rapidamente asportabili per il trasporto delle merci. L'acqua può essere rilasciata tutta in una volta oppure fino ad otto piccoli lanci, uno per ogni serbatoio. Trovano posto sull'aeromobile anche sei contenitori ausiliari per gli agenti ritardanti per un totale di 1,2 metri cubi. Il velivolo può versare il carico sul bersaglio in un tempo variabile da 0,8 ad un secondo quando vola alla velocità minima di rilascio, ossia a 220 km/h (119 kn).
L'apparecchio è spinto da due motori D-436TP, versione speciale, in quanto resistente alla corrosione, della turboventola trialbero D-436, appositamente progettata per il Be-200 dalla Ivchenko Progress ZKMB e assemblata in Ucraina da Motor Sich. Essi sono montati sopra le radici alari e in corrispondenza delle carenature dei carrelli, per prevenire l'ingestione degli spruzzi durante il decollo e l'ammaraggio.

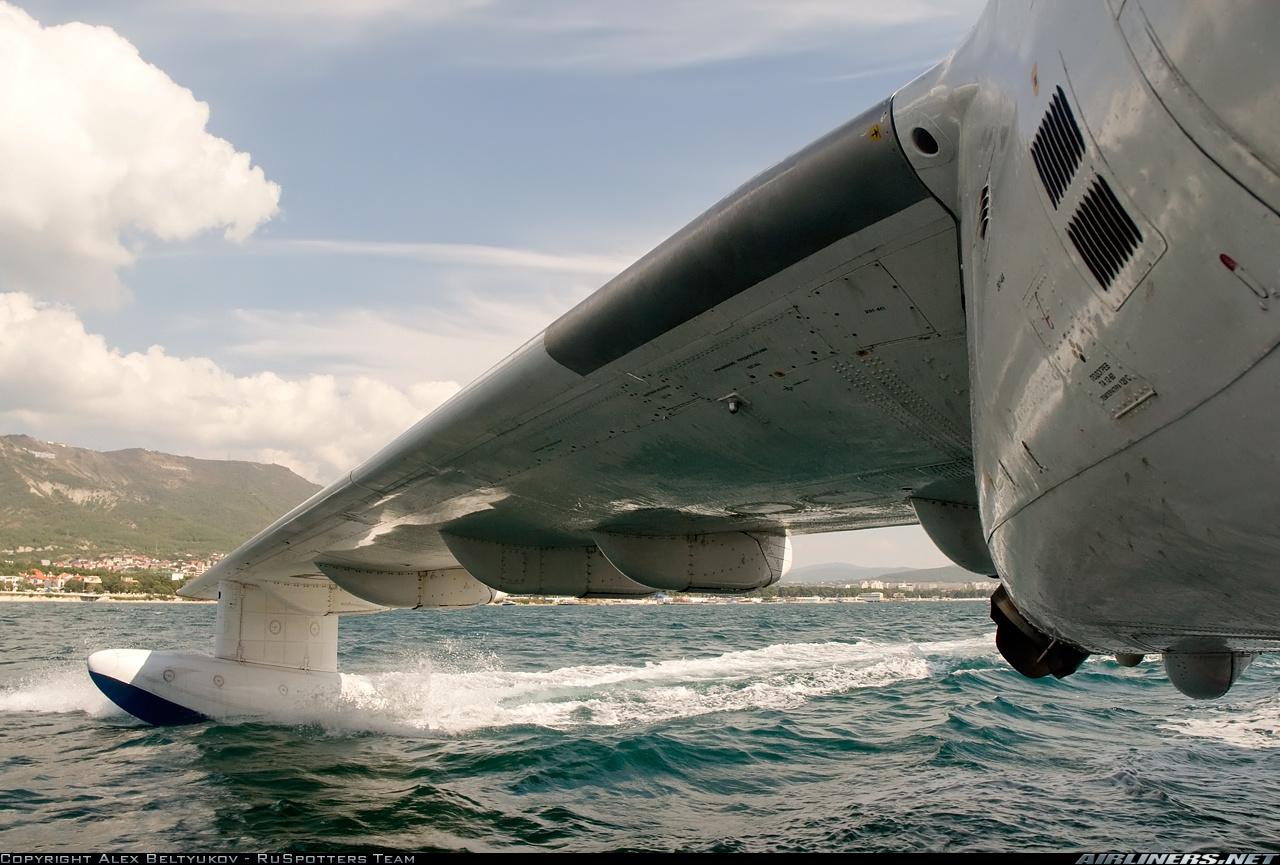
Un Be-200 durante il flottaggio.

L'aereo è governato tramite il Fly-by-wire e la cabina di pilotaggio è completa dei più moderni sistemi di navigazione, quali il GPS e l'FMS, nonché del pilota automatico e del radar meteorologico. L'avionica integrata ARIA 200-M è stata sviluppata da Honeywell in collaborazione con l'Istituto di Ricerca per l'Equipaggiamento Aeronautico di Mosca e usa sei schermi LCD 152x203mm per fornire le informazioni ai piloti.
Il Be-200 si presenta come un monoplano ad ala alta e impennaggio a T. Lo scafo è a singolo scalino con un elevato rapporto lunghezza/larghezza che contribuisce a dare stabilità e manovrabilità in acqua. La struttura è realizzata con leghe di alluminio e trattata per prevenire la corrosione. Si è ricorso anche all'uso selezionato del titanio, di compositi e di altri materiali non soggetti a corrosione. L'aereo è dotato di galleggianti stabilizzanti sotto le ali. I carrelli di atterraggio si ritraggono all'indietro e ciascuno di essi è formato da una coppia di ruote. Un timone nautico aggiuntivo, infine, permette le manovre in acqua.
Il Be-200 può operare sia da piste di 1.800 m di lunghezza che da specchi d'acqua lunghi non meno di 2.300 m, profondi 2,5 m e con onde alte fino a 1,3 m.

## Storia operativa

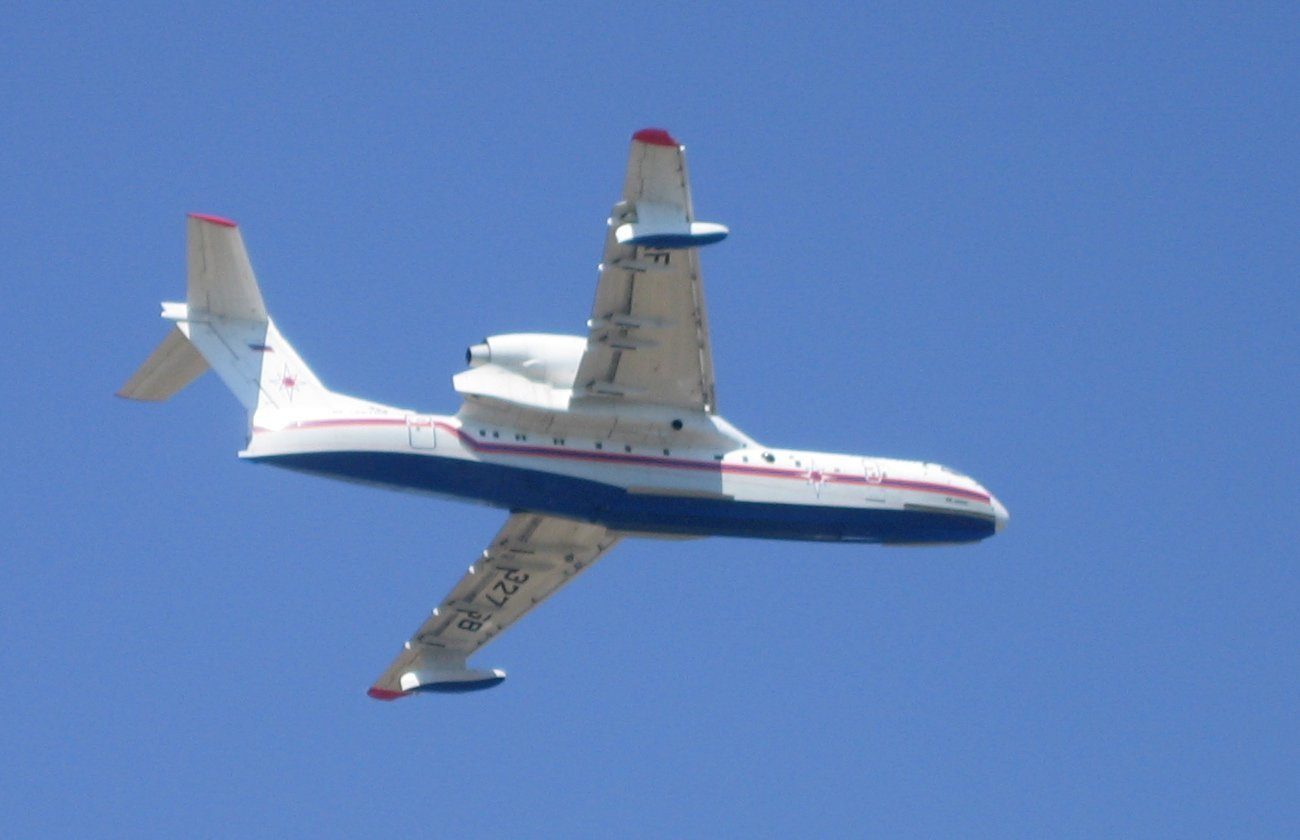
Il Be-200 è stato utilizzato in Grecia in occasione dei roghi dell'estate 2007, tuttavia non è ancora riuscito a trovare acquirenti in Europa.

Il primo impiego operativo documentato del Be-200 fu dal 20 agosto al 30 settembre 2004. Durante questo periodo, un Be-200ES fu usato in Sardegna da So.R.E.M, il gestore della flotta aerea della nostra Protezione Civile. L'apparecchio, pilotato da un equipaggio congiunto italo-russo, effettuò più di cento voli, operativi e non, per un totale di circa novanta ore di attività. Durante le emergenze (sette ore del totale) partecipò allo spegnimento di quattro incendi boschivi rovesciando ben 324,1 tonnellate d'acqua. I restanti voli furono per lo più dimostrativi, al fine di testare la fattibilità di eventuali utilizzi in Italia in accordo con le necessità della Protezione Civile. L'esemplare fu inoltre visionato dai dirigenti del Dipartimento e dagli alti comandi dell'Aeronautica Militare.
L'accordo fu rinnovato nel 2005 con un Be-200ES (matr. RF-21512) facente base in Sardegna tra luglio e settembre. L'aereo volò per 150 ore, compiendo 63 missioni, trasferimenti compresi, e 435 lanci. La massa d'acqua utilizzata superò le 3.500 tonnellate.
Nel 2006 RF-21512 fu prestato al servizio antincendio portoghese (Serviço Nacional de Bombeiros e Protecção Civil, abbreviato in SNBPC), per scopi valutativi, in occasione della locale stagione degli incendi. Il 6 luglio di quell'anno l'equipaggio russo, mentre aveva terminato di raccogliere l'acqua nella diga di Aguieira, nei pressi di Santa Comba Dão, e stava nuovamente decollando, urtò le cime degli alberi. Almeno uno dei due D-436TP subì danni da ingestione al punto da dover essere spento. L'aereo atterrò indenne alla base aerea di Monte Real, la stessa da cui aveva iniziato la missione. Per ironia della sorte, per tornare alla base aveva dovuto scaricare al suolo il carburante il quale, cadendo, aveva finito per alimentare l'incendio, successivamente domato dagli elicotteri.
Dopo le riparazioni, l'esemplare completò con successo la stagione in Portogallo. In totale furono effettuati 42 voli, per 119 ore di volo complessive. L'apparecchio eseguì 301 aspirazioni e sganciò sui roghi 2389 tonnellate d'acqua.
Nell'ottobre 2006 due Be-200ES (matr. RF-32765 e RF-32768) furono mandati in Indonesia, combattendo gli incendi per 45 giorni. Il costo del servizio a carico del governo locale fu stimato, da alcune fonti, in 5,2 milioni di dollari statunitensi.
Il successo della prima campagna è stato tale che due Be-200ES furono nuovamente prestati al Portogallo dal 10 luglio al 30 settembre 2007. Furono compiute 58 missioni, per un totale di oltre 167 ore, e furono sganciate 2560 tonnellate d'acqua. In quell'occasione Beriev dichiarò che l'azienda governativa EMA (Empresa de Meios Aéreos) di recente formazione aveva espresso il suo interesse per una cooperazione a lungo termine.
Due Be-200ES sono stati infine impiegati in Grecia nel 2007: RF-32768, per tutta l'estate, e RF-21512 dal 30 agosto al 13 settembre.
Nel 2008 l'Azerbaigian è diventato il primo acquirente estero, comprando un esemplare di tipo ES dallo Stato russo. L'aeroplano (matr. FHN-10201, già RF-32769) sarà impiegato dal Ministero delle Emergenze della repubblica caspica.
Il 23 ottobre 2009, durante la visita del Presidente del Consiglio Silvio Berlusconi a San Pietroburgo, il Primo Ministro russo Vladimir Putin ha mostrato a quest'ultimo un Be-200 usato dal Ministero delle Emergenze della Russia. Successivamente i due politici sono saliti a bordo e vi hanno effettuato un volo. Il decollo e l'atterraggio sono avvenuti entrambi sull'acqua.
All'inizio di dicembre 2010, due aerei Be-200ES sono stati utilizzati per combattere degli incendi vicino ad Haifa, in Israele.
Nel gennaio 2015 un Be-200 è stato utilizzato in Indonesia nell'ambito delle ricerche del volo scomparso Indonesia AirAsia 8501 nel mare di Java.
Nell'ottobre 2015 due Be-200 sono stati utilizzati per estinguere gli incendi nell'isola di Sumatra, in Indonesia.
Il 14 agosto 2021, nel corso di operazioni di contrasto agli incendi in Turchia un Be-200 del Ministero della Difesa russo è andato perso. Nessun sopravvissuto fra i membri dell'equipaggio che contava cittadini russi e turchi.

## Varianti
- Be-200 - Modello multiruolo di base
- Be-200ES - Modello multiruolo modificato in base alle richieste del Ministero per le Situazioni di Emergenza russo
- Be-200E - Versione con iscrizioni della cabina di pilotaggio in lingua inglese del Be-200ES[30]
- Be-200RR - Variante di progetto con motori Rolls-Royce[12]
- Be-210 - Variante di progetto per il solo trasporto di persone[31]
- Be-220 - Variante di progetto per il pattugliamento marittimo[32]

## Utilizzatori

### Governativi
Russia

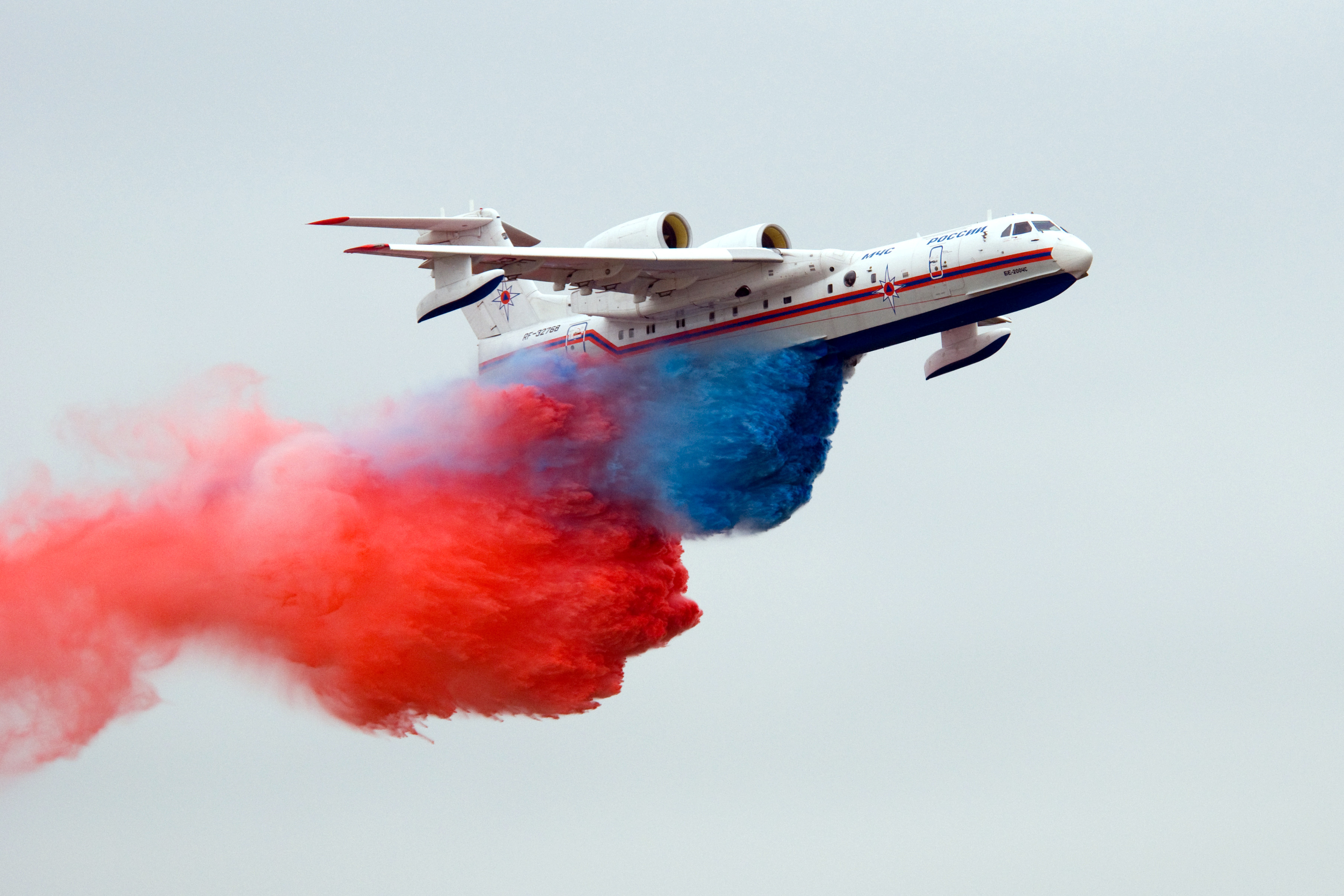
Beriev Be-200ES del Ministero per le Situazioni di Emergenza della Russia in volo durante il MAKS Airshow 2009 a Mosca.

- Ministero delle situazioni di emergenza

14 Be-200ES in organico dal 2010, 7 in condizioni di volo al giugno 2023.
 Azerbaigian
- Ministero per le Emergenze

1 Be-200ES consegnato il 25 aprile 2008.

### Militari
Algeria
- Al-Quwwat al-Jawwiyya al-Jaza'iriyya

4 Beriev Be-200ES Altair (con un'opzione per altri quattro) ordinati a febbraio 2022. Primo esemplare consegnato alla fine di maggio 2023.
 Russia
- Aviacija voenno-morskogo flota

3 Be-200ChS ordinati nel 2018, il primo consegnato il 14 luglio 2020. Un esemplare andato perso nell'agosto 2021.

### Utilizzatori futuri
Cina
- Energy Leader Group

2 Be-200ES in ordine e 2 in opzione.
 Stati Uniti
- Seaplane Global Air Services

4 Be-200ES in ordine e 6 in opzione.
 Cile
- Asesorias CBP Ltda

2 Be-200ES in ordine e 3 in opzione.

### Utilizzatori potenziali
Indonesia
L'Indonesian National Air Force avrebbe in programma l'acquisto di fino a 4 Be-200.
 Argentina
Il governo argentino avrebbe firmato un memorandum d'intesa per il possibile acquisto di 3 be-200.

### Aerei di cui è l'evoluzione
- Beriev A-40

### Aerei comparabili
- Bombardier CL-415
- Martin JRM Mars
- Tanker 910